# Dekanat Ujazd Śląski
Dekanat Ujazd Śląski – jeden z 36 dekanatów w rzymskokatolickiej diecezji opolskiej.
W skład dekanatu wchodzi 8 parafii:
- parafia Narodzenia Najświętszej Maryi Panny → Centawa
- parafia Św. Walentego → Chechło
- parafia Wniebowzięcia Najświętszej Maryi Panny → Jaryszów
- parafia Św. Elżbiety Węgierskiej → Klucz
- parafia Św. Michała Archanioła → Kotulin
- parafia Św. Stanisława Biskupa i Męczennika i Nawiedzenia Najświętszej Maryi Panny → Płużnica Wielka
- parafia Św. Michała Archanioła → Rudziniec
- Parafia Św. Andrzeja Apostoła → Ujazd Śląski

## Historia
Archiprezbiterat (odpowiednik dekanatu w dawnej diecezji wrocławskiej) w Ujeździe był jednym z dwunastu na jakie w średniowieczu dzielił się archidiakonat opolski diecezji wrocławskiej.